# Delnice
Delnice este un oraș în cantonul Primorje-Gorski kotar, Croația, având o populație de 5.952 de locuitori (2011).

## Demografie
Componența etnică a orașului Delnice
     Croați (93,35%)
     Sârbi (3,06%)
     Necunoscut (0,39%)
     Neclasificat (2,81%)
Componența confesională a orașului Delnice
     Catolici (87,55%)
     Fără religie și atei (4,54%)
     Ortodocși (3,24%)
     Musulmani (1,75%)
     Necunoscută (2,02%)
     Alte religii (0,91%)
Conform recensământului din 2011, orașul Delnice avea 5.952 de locuitori. Din punct de vedere etnic, majoritatea locuitorilor (93,35%) erau croați, cu o minoritate de sârbi (3,06%). Apartenența etnică nu este cunoscută în cazul a 0,39% din locuitori. Din punct de vedere confesional, majoritatea locuitorilor (87,55%) erau catolici, existând și minorități de persoane fără religie și atei (4,54%), ortodocși (3,24%) și musulmani (1,75%). Pentru 2,02% din locuitori nu este cunoscută apartenența confesională.